# 順向式變換器

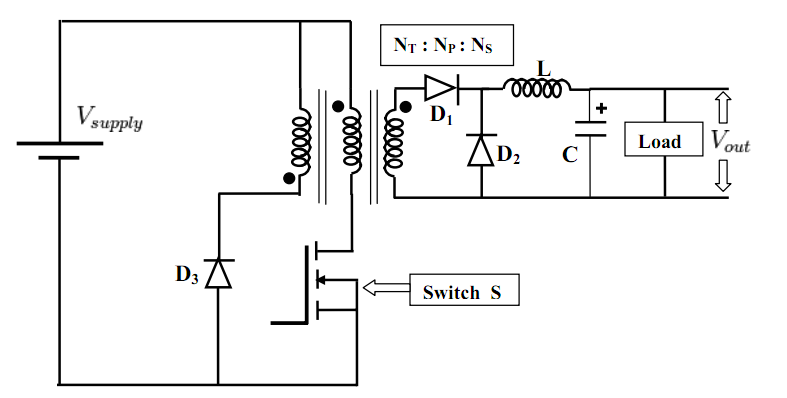
順向式變換器的電路架構圖

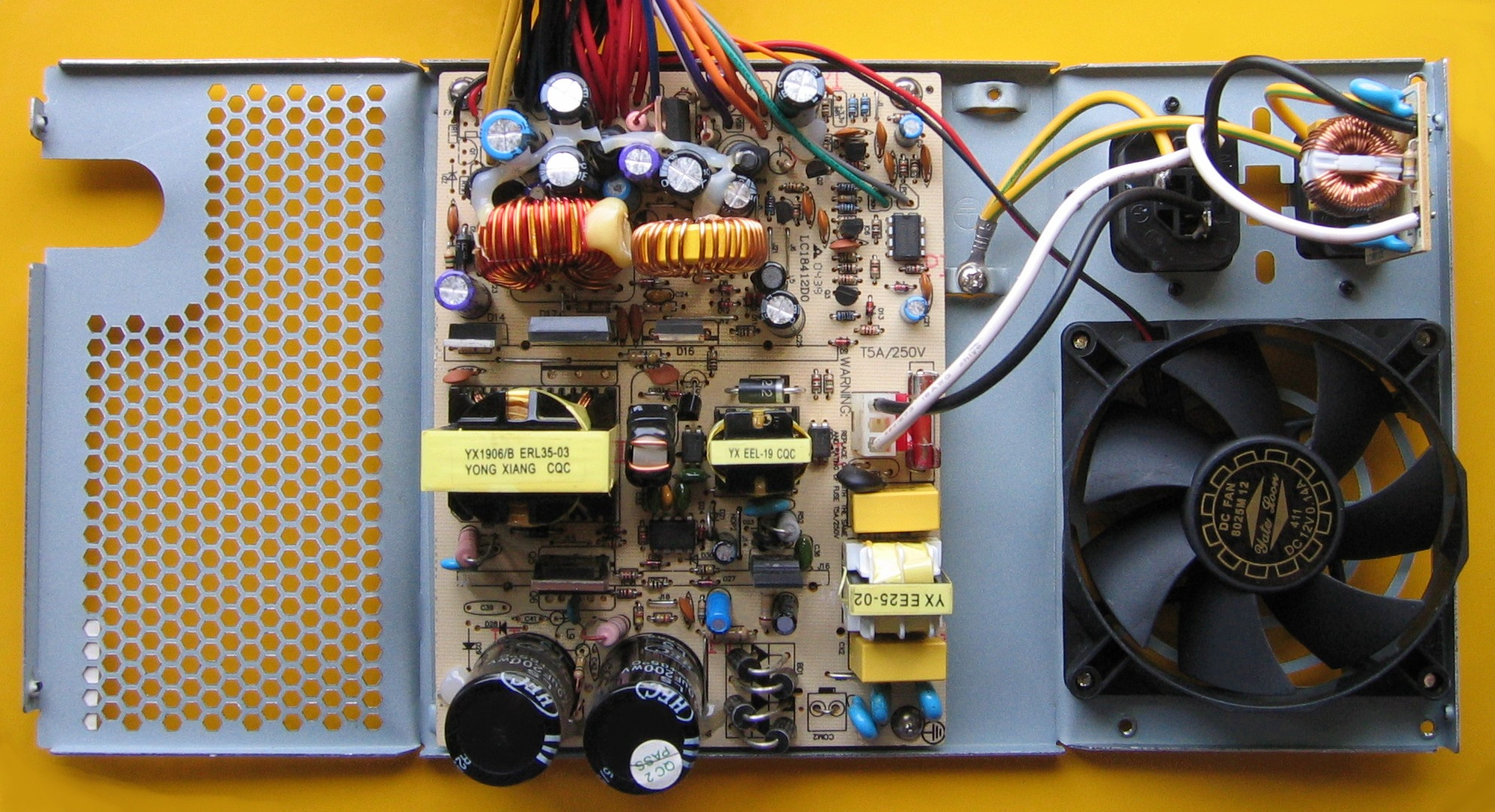
ATX PC電源供應器裡的順向式變換器，其散熱片已移除

順向式變換器（forward converter）是一種配合變壓器的DC-DC轉換器，輸出電壓可以高於或低於輸入電壓（依變壓器匝數比而定），也可以提供電源和負載之間的電氣隔離。若變壓器有多組二次側繞組，也可以同時提供多組輸出電壓，有些高於輸入電壓，有些低於輸入電壓。
順向式變換器和返馳式變換器都是有變壓器的DC-DC轉換器，兩者的電路看似相近，其實順向式變換器動作原理和返馳式變換器不同。返馳式變換器在開關元件導通時，將能量儲存在變壓器的氣隙中，將開關元件開路時，變壓器提供能量給負載端。返馳式變換器可以視為是二個電感器共用鐵心，而且有端性相反的繞組。
順向式變換器也有變壓器，但是其繞組的極性相同、磁化電感較強，而且沒有氣隙。順向式變換器在開關元件導通時，不會將能量儲存在變壓器中。這裡中的變壓器不像儲存大量能量的電感。在開關元件導通時，能量會直接的流到負載端，並且也在電感器上儲能。順向式變換器的效率比返馳式變換器要高，但是也比返馳式變換器多了一個電感器。
返馳式變換器的輸出電壓理論上是無限大，而順向式變換器的最大輸出電壓會受到變壓器匝數比{\displaystyle \textstyle N_{\mathrm {S} }/N_{\mathrm {P} }}的限制：
{\displaystyle V_{\mathrm {out} }=D\cdot {\frac {N_{\mathrm {S} }}{N_{\mathrm {P} }}}\cdot V_{\mathrm {supply} }}
其中{\displaystyle D}為PWM的占空比。
順向式變換器常用來作100至200瓦特的中型電源供應器。

## 外部連結
- Rudy Severns.  (PDF). Switching Power Magazine. July 2000  [5 Sep 2012]. （原始内容 (PDF)存档于July 18, 2014）.
- Forward converter formula
- 單開關順向轉換器獲傳遞函數 （页面存档备份，存于）